# 中西清
中西 清（なかにし きよし、1895年8月18日 - 1972年1月6日）は、日本の漢文学者。都留文科大学第2代学長。

## 経歴
大分県出身。1923年東京高等師範学校文科二部卒業。諸橋轍次の下で漢文学を学ぶ。1928年東京高等師範学校教授、1949年東京教育大学文学部教授となり、1956年定年退職。1960年、新設された都留文科大学文学部国文学科教授となる。1965年から師でもある諸橋轍次初代学長の後継として都留文科大学第二代学長に就任。在職中に新キャンパスへの移転や大学紛争への対応を行う。1969年に学長任期満了をもって退任。1972年1月6日、心筋梗塞により死去。

## 研究内容・業績
研究者としては中国思想や漢文教育について業績を残した。教科書や参考書の編纂にも多く携わっている。

## 主要著作
- 『漢文の単元学習』1950
- 『大学受験最も要領を得た漢文の学習』大修館書店、1953年
- 『漢文読本　入門編』大修館書店、1950年
- 『高等漢文』大修館書店、1952年
- 『漢文研究』績文堂出版、1960年
- 『初歩の漢文』昇龍堂出版、1961年
- 『詳解漢文』有精堂、1963年
- 『十八史略評解』有精堂、1966年
- 『漢文公式と問題正解法』昇龍堂出版、1967年
- 『論語・孟子・大学・中庸』学燈社、1972年

## 参考資料
- 『都留文科大学創立50周年記念史』[要文献特定詳細情報]
- 『都留文科大学創立30周年記念史』[要文献特定詳細情報]